# Ладіслав Кубала
Ладіслав Кубала (словац. Ladislav Kubala, нар. 10 червня 1927, Будапешт — пом. 17 травня 2002, Барселона) — угорський, пізніше чехословацький та іспанський футболіст, що грав на позиції флангового півзахисника та нападника. По завершенні ігрової кар'єри — футбольний тренер. Також був відомий за угорськомовним ім'ям Ласло Кубала (угор. Kubala László) та іспаномовним Ладіслао Кубала (ісп. Ladislao Kubala).
Один з найкращих атакувальних гравців в історії світового футболу, посів 32-місце у підготовленому IFFHS списку найкращих футболістів XX сторіччя. Чотириразовий чемпіон Іспанії. П'ятиразовий володар Кубка Іспанії з футболу. Дворазовий володар Кубка ярмарків.

## Клубна кар'єра
У дорослому футболі дебютував 1944 року виступами за команду робітничого клубу «Ганц», в якій за неповний сезон відіграв 9 матчів у Другому Дивізіоні.
Згодом з 1945 по 1950 рік грав у складі команд клубів «Ференцварош», «Слован», «Вашаш» та «Про Патрія».
1951 року став гравцем «Барселони». Відіграв за каталонський клуб наступні десять сезонів своєї ігрової кар'єри. У складі «Барселони» був одним з головних бомбардирів команди, маючи середню результативність на рівні 0,7 гола за гру першості. За цей час чотири рази виборював титул чемпіона Іспанії, ставав володарем Кубка Іспанії з футболу (також чотири рази), володарем Кубка ярмарків (двічі).
Протягом 1963—1965 років захищав кольори команди клубу «Еспаньйол».
Завершив професійну ігрову кар'єру у клубі «Цюрих», за команду якого виступав протягом 1966—1967 років.

## Виступи за збірні
У 1946-1947 роках захищав кольори національної збірної Чехословаччини. У 1948 провів три гри за збірну збірну Угорщини, а протягом 1953–1961 років був гравцем національної збірної Іспанії.

## Кар'єра тренера
Розпочав тренерську кар'єру, ще продовжуючи грати на полі, 1961 року, очоливши тренерський штаб клубу «Барселона».
Надалі очолював команди «Еспаньйол», «Цюрих», «Торонто Фалконс», «Кордова», Збірна Іспанії з футболу, «Аль-Хіляль», «Реал Мурсія», «Малага» та «Ельче».
Останнім місцем тренерської роботи була національна збірна Парагваю, яку Ладіслав Кубала очолював як головний тренер 1995 року.
Помер 17 травня 2002 року на 75-му році життя у місті Барселона.

## Титули та досягнення
- Чемпіон Іспанії (4):

«Барселона»: 1952, 1953, 1959, 1960
- Володар Кубка Іспанії з футболу (5):

«Барселона»: 1951, 1952, 1952–53, 1957, 1958–59
- Володар Кубка ярмарків (2):

«Барселона»: 1958, 1960
- Володар Латинського кубка (1):

«Барселона»: 1952

## Клубна статистика
| Клуб             | Сезон            | Чемпіонат | Чемпіонат | Кубок | Кубок | Єврокубки | Єврокубки | Всього | Всього |
| Клуб             | Сезон            | Ігри      | Голи      | Ігри  | Голи  | Ігри      | Голи      | Ігри   | Голи   |
| ---------------- | ---------------- | --------- | --------- | ----- | ----- | --------- | --------- | ------ | ------ |
| «Барселона»      | 1950-51          | 0         | 0         | 7     | 6     | –         | –         | 7      | 6      |
| «Барселона»      | 1951-52          | 19        | 26        | 7     | 12    | –         | –         | 26     | 38     |
| «Барселона»      | 1952-53          | 11        | 7         | 6     | 5     | –         | –         | 17     | 12     |
| «Барселона»      | 1953-54          | 28        | 23        | 3     | 3     | –         | –         | 31     | 26     |
| «Барселона»      | 1954-55          | 19        | 14        | 3     | 5     | –         | –         | 22     | 19     |
| «Барселона»      | 1955-56          | 25        | 14        | 2     | 1     | 1         | 1         | 28     | 16     |
| «Барселона»      | 1956-57          | 18        | 9         | 5     | 5     | 0         | 0         | 23     | 14     |
| «Барселона»      | 1957-58          | 21        | 12        | 6     | 5     | 2         | 2         | 29     | 19     |
| «Барселона»      | 1958-59          | 20        | 9         | 1     | 0     | 2         | 0         | 23     | 9      |
| «Барселона»      | 1959-60          | 12        | 7         | 5     | 4     | 6         | 9         | 23     | 20     |
| «Барселона»      | 1960-61          | 13        | 10        | 3     | 3     | 9         | 1         | 25     | 14     |
| «Барселона»      | Всього           | 186       | 131       | 48    | 49    | 20        | 13        | 254    | 193    |
| «Еспаньйол»      | 1963-64          | 29        | 7         | 4     | 0     | –         | –         | 33     | 7      |
| Всього в Іспанії | Всього в Іспанії | 215       | 138       | 52    | 49    | 20        | 13        | 287    | 200    |